# The Castle Ranch
The Castle Ranch è un cortometraggio muto del 1915 diretto da Henry Otto. Di genere western e prodotto dalla American Film Manufacturing Company, aveva come interpreti Edward Coxen, John Steppling, Winifred Greenwood, Joe Harris.

## Trama
Lord Hickey, volendo comperare negli Stati Uniti una proprietà per Algy, il suo secondogenito, si affida a Jefferson Todd che gli fa vedere in fotografia un bellissimo castello, denominato "Castle Ranch", situato tra le maestose montagne del Montana. In realtà, la vendita si rivela una truffa: quando Algy arriva sul luogo accompagnato da Simpson, il suo valletto, si rende conto che il supposto "castello" non è altro che una capanna con un'ala dipinta per simulare il falso maniero.

In attesa del nuovo vicino, Algy trova Sally Dunn e suo padre. Le raffinate maniere di Algy fanno colpo su Sally che scopre indignata la truffa di cui è stato vittima il giovane inglese da parte di Todd. La capanna offre come giaciglio solo due letti a castello e Algy insiste nel volere che Simpson dorma all'esterno. Il valletto, tremante di paura e terrorizzato da quel terribile paese, non riesce ad addormentarsi e scorge la figura di Big Chief Bill, un indiano da cui in precedenza hanno comperato una ciotola di cibo, che si aggira nei pressi e che è venuto a recuperare la ciotola. Convinto che sia suonata la sua ultima ora, Simpson si nasconde sotto la coperta ma Big Chief Bill se ne va via.

La mattina, Algy si reca per la prima colazione dai Dunn. Viene riportato che nelle vicinanze è stato trovato il petrolio, notizia che eccita gli animi come quello di Todd che si pente di non avere acquistato i terreni quando gli erano stati offerti. Ritornato a Castle Ranch, Algy manda Simpson a procurarsi l'acqua ma il valletto, avendo visto un deposito nero sulla superficie della sorgente, torna dicendo che gli indiani l'hanno avvelenata.

Sally, venuta a sapere che Todd sta brigando per riacquistare la proprietà di Algy, corre a Castle Ranch per avvisare Algy di non vendere, ma ormai il contratto è stato firmato. Vedendolo così soddisfatto, gli chiede se non era consapevole che la scoperta di Simpson era il petrolio. "Perché non dovrei saperlo? L'ho messo io stesso", le risponde Algy. A questa dichiarazione, Todd si rende conto di essere stato battuto al suo stesso gioco e che ha perso tutte le sue possibilità con Sally, che lui voleva sposare. Ad Algy è andata bene sia negli affari che nell'amore.

## Produzione
Il film fu prodotto dall'American Film Manufacturing Company.

## Distribuzione
Distribuito dalla Mutual, il film - un cortometraggio in due bobine - uscì nelle sale cinematografiche degli Stati Uniti il 19 aprile 1915.